# Портрет Лоренцо Соранцо
«Портрет Лоренцо Соранцо» (італ. Ritratto di Lorenzo Soranzo) — картина італійського живописця Якопо Робусті відомого як Тінторетто (1518–1594), представника венеціанської школи. Створена у 1553 році. Зберігається у колекції Музею історії мистецтв у Відні (інв. №GG 308). Картина з'явилась в імператорській галереї у 1824 році.
На полотні зображений Лоренцо Соранцо (1519–1575), який обіймав високу посаду з 1551 року у 35-ти річному віці. Не дивлячись на те, що  у портретному живописі Тінторетто часто підкреслює в основному соціальний статус натурника, він все ж таки глибоко приникає у психологічний стан і аристократичну одухотвореність людини, як це видно на цій картині. Такі портрети, як цей, пізніше слугували зразками для портретів Антоніса ван Дейка.